# Александровка (Петровская поселковая община)
Алекса́ндровка (укр. Олекса́ндрівка) — село в Петровской поселковой общине Александрийского района Кировоградской области Украины.
До 2020 года входило в Петровский район
Население по переписи 2001 года составляло 597 человек. Почтовый индекс — 28316. Телефонный код — 5237. Код КОАТУУ — 3524986602.